# 馬里皮
馬里皮是哥倫比亞的城鎮，位於該國東北部，由博亞卡省負責管轄，距離首府通哈119公里，始建於1770年1月1日，面積161平方公里，海拔高度587米，2005年人口7,680。
5°33′N 74°01′W / 5.550°N 74.017°W